# Eadbald av Kent
Eadbald av Kent, död 640, var en engelsk monark. Han var kung av Kent 616–640. 